# Taylor Bachrach
Pour les articles homonymes, voir Bachrach.
Taylor Bachrach (né en 1978) est un homme politique canadien en Colombie-Britannique. Il est député fédéral néo-démocrate de Skeena—Bulkley Valley de 2019 à 2025.

## Biographie
Alors qu'il est le maire de Smithers depuis huit ans, il prend congé de son poste en 2019 pour être candidat du Nouveau Parti démocratique dans la circonscription de Skeena—Bulkley Valley est laisse la mairie par intérim à son adjointe Gladys Atrill. Il est élu lors des élections d'octobre.